# 拉卡尔萨达德韦哈尔
拉卡尔萨达德韦哈尔，是西班牙卡斯蒂利亚-莱昂萨拉曼卡省的一个市镇。 总面积10平方公里，总人口92人（2001年），人口密度9人/平方公里。